# Liste der Straßennamen von Frankfurt am Main/Q
Quäkerplatz, Gallus
aus Dankbarkeit für die Unterstützung der Not leidenden deutschen Bevölkerung durch die amerikanischen Quäker nach dem Ersten Weltkrieg.
Querstraße, Nordend
1851 als eine der ersten Straßen im Nordend geschaffene Verbindung zwischen Eschersheimer Landstraße und Oeder Weg
Quirinsstraße, Sachsenhausen
Benannt nach dem letzten Torwächter der 1552 abgebrochenen Sachsenhäuser Pforte beim Wendelsplatz. Südlich dieser Straße befindet sich am Anfang der Offenbacher Landstraße der Quirins-Brunnen.